# Анна Петрівна
А́нна Петрі́вна (27 січня (7 лютого) 1708 , Москва, Російська імперія  — 4 (15) травня 1728 , Кіль, Гольштейнське герцогство ) — російська велика княжна, донька Петра I і Катерини І Олексіївни; матір Петра III.

## Біографія
При народженні Анни її мати Катерина Олексіївна була ще просто коханкою Петра I і стала законною дружиною тільки через 3 роки.
Сама Анна Петрівна була дуже здібною ученицею, багато читала і прекрасно знала чотири іноземні мови. Рано навчилася писати. Сучасники відзначали її привабливість
В Санкт-Петербурзі у власність Анни з 1711 року — через офіційне проголошення її царівною — була віддана ділянка, що простягалася уздовж Фонтанки.

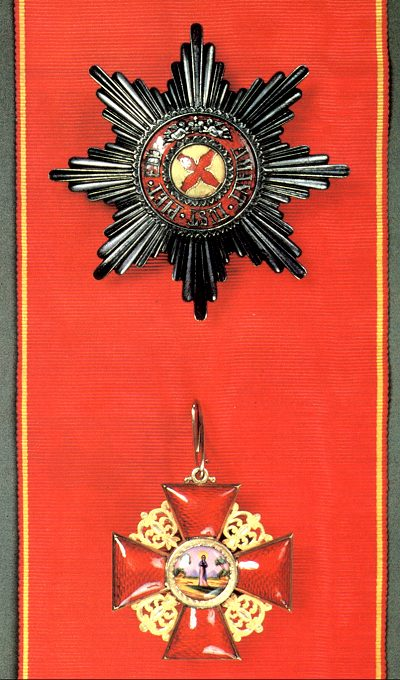
Орден Святої Анни

23 листопада 1724 Карл Фрідріх Шлезвіг Гольштейн-Готторпський підписав контракт на подружжя з Анною Петрівною. Є відомості, що Петро Олексійович, який дуже любив доньку, хотів передати їй російський престол. Шлюб герцога з Анною Петрівною відбувся вже при Катерині Першій — 21 травня 1725 року в Троїцькій церкві. Було підписано контракт, за яким подружжя і їх нащадки відмовлялися від прав на російський престол. Анна мала право сповідувати православ'я і виховувати у ньому доньок, але сини повинні були виховуватися в лютеранстві. Невдовзі герцог став членом відновленої Верховної таємної ради і став користуватися великим впливом. Становище герцога змінилося після смерті Катерини, коли влада майже повністю перейшла до Меншикова, який мав намір одружити Петра II зі своєю дочкою. Меншиков посварився з герцогом Гольштинським, дружину якого не бажала бачити супротивна Петру партія і добився того, що Анна Петрівна з чоловіком залишили Петербург 25 липня 1727 року і поїхали до Гольштинії, де в Кілі 10 лютого 1728 року Анна народила сина Карла Петера Ульріха (згодом російський імператор Петро III. Анна була для свого часу освіченою жінкою, вміло говорила французькою, німецькою, італійською та шведською. Відомо також, що Анна Петрівна дуже любила дітей і відзначалася прив'язаністю до свого племінника Петра.
Принцеса померла під час пологів, ледве досягнувши двадцятирічного віку. Перед смертю вона висловила бажання бути похованою в Петербурзі, біля могили батька у Петропавлівському соборі, що й було виконано 12 листопада.
В її честь чоловік заснував 1735 року Орден Святої Анни, що став при імператорі Павлі державною нагородою Російської імперії.

## Родина
Чоловік —  Карл Фрідріх, герцог Гольштейн-Готторпський
Діти:
- Карл Петер Ульріх — згодом російський імператор Петро III